# Митология на инуитите
Митологията на инуитите е сходна с митологиите на народите, които живеят в полярните области, и съдържа редица принципи на шаманизма и анимизма.
Върху вярванията на инуитите са оказали влияние суровите неблагоприятни условия за живот. Рейчъл Атитук Кицуалик пише за системата от митологеми на инуитите: „Никой не владее и не управлява вселената. Не съществуват божества, които да олицетворяват принципа на всеобщата майка или баща. Вечното наказание отсъства в отвъдния живот, както и в земния“. Запитан за своята вяра и вярвания, Ауа, шаман, който съпровожда Кнут Расмусен по време на неговото пътешествие, отговаря: „Ние не вярваме, нас ни е страх“.